# Tiogvanin
Tiogvanin je učinkovina za zdravljenje raka. Spada v skupino tako imenovanih antimetabolitov oziroma zaviralcev celične presnove. Gre za analog gvanina. Uporablja se zlasti pri akutni levkemiji in kronični mieloični levkemiji.

## Farmakologija
Zaradi strukturne sorodnosti z gvaninom se tiogvanin vključuje v kemijske procese celične presnove. Pri tem nastane 6-tiogvanilna kislina, ki vpliva na biosintezo gvaninskih nukleotidov. Del učinka se pripisuje tudi samemu vključevanju molekule v DNK in RNK na mestih, kjer bi se sicer moral vgraditi gvanin. Končni učinek je zaviranje celičnega cikla ter povzročitev apoptoze.
Presnovi se s pomočjo encima tiopurin-metiltransferaze in nastane metiliran presnovek.

## Neželeni učinki
Najpogostejši neželeni učinki so:
- sočasni levkopenija in nevtropenija
- trombocitopenija
- slabokrvnost (anemija)
- škodljivi učinki na jetra (hepatotoksičnost): nekroza jeter ...
- izguba teka
- slabost in bruhanje